# I’ve Tried Everything but Therapy (Part 2)
I’ve Tried Everything but Therapy (Part 2) — второй студийный альбом американского певца и автора песен Тедди Свимса, выпущенный 24 января 2025 года на лейбле Warner Records. Альбом стал продолжением его дебютного альбома I’ve Tried Everything but Therapy (Part 1) и включает синглы «Bad Dreams», «Are You Even Real» и «Guilty», а также сингл «Funeral».
Альбом, отражающий текущее состояние его личной жизни, I’ve Tried Everything but Therapy (Part 2) сочетает в себе различные жанры, включая R&B, поп, кантри, рок и соул-поп, и включает в себя таких исполнителей, как Giveon, Muni Long, Coco Jones и GloRilla.
I’ve Tried Everything but Therapy (Part 2) дебютировал на первом месте в Австралии и вошел в десятку лучших в Австрии, Бельгии, Германии, Венгрии, Ирландии, Нидерландах, Новой Зеландии, Норвегии, Шотландии, Швейцарии, Великобритании и Соединенных Штатах.

## Предыстория
В недавнем интервью журналу People Свимс рассказал о том, как его личная жизнь повлияла на создание альбома I’ve Tried Everything But Therapy (Part 2), в частности на его сингл «Bad Dreams». Он рассказал, что песня была вдохновлена его нынешней девушкой Райче Райт и ее способностью помогать ему ориентироваться во время беспокойных ночей. Он также описал альбом как более жизнерадостную запись по сравнению с его дебютным альбомом, отражающую текущее состояние его личной жизни. Он добавил: «Я чувствую, что мы закрываем главу того момента в моей жизни, который заслуживает того, чтобы быть закрытым». Он также добавил, что альбом призван поделиться со слушателями тем, как продвигается его путь исцеления, и что «по ту сторону разбитого сердца ждет прекрасная жизнь».
Для продвижения альбома Свимс появился на Ночном шоу с Джимми Фэллоном, исполнив песню «Bad Dreams».

## Отзывы
| Совокупная оценка | Совокупная оценка |
| Источник          | Оценка            |
| ----------------- | ----------------- |
| Metacritic        | 70/100            |
| Оценки критиков   |                   |
| Источник          | Оценка            |
| Financial Times   | [ 6 ]             |
| The Guardian      | [ 7 ]             |
| NME               | [ 8 ]             |
| The Observer      | [ 9 ]             |
| Rolling Stone     | [ 10 ]            |

I’ve Tried Everything but Therapy (Part 2) был встречен музыкальными критиками с общим одобрением. Мора Джонстон из журнала Rolling Stone дала альбому положительную рецензию, назвав Свимса «ученым в области поп-музыки» и отметив, что «он сияет ярче всего, когда находится в обстановке, напоминающей хиты музыкальных автоматов прошлых лет». Джордан Бассет из New Musical Express и Дэмиен Моррис из The Observer дали альбому 4 звезды из 5. Бассетт сказал, что «быстро выпущенное продолжение спасает от плохого случая сиквелита, потому что оно успешно углубляет историю Свимса». Моррис, напротив, написал, что альбом-сиквел «кажется более корпоративным», назвав треки «жанрово-хоппинговыми» и «приятными для плейлиста», и что альбом — это «много порывистого нытья о том, какая замечательная у него девушка».
Людовик Хантер-Тилни из британской газеты Financial Times поставил альбому 3 балла из 5, написав, что среди романтической турбулентности песен есть «расчетливое сердце». Райан Булбек из Renowned for Sound также дал альбому положительную рецензию, сказав, что альбом «не только продолжает звучание предыдущего релиза, но также отличается прочным написанием песен и отличным исполнением». Тай Лоусон из Shatter the Standards поставил альбому 3,5 звезды из 5, отметив, что альбом «кажется более зрелым и целостным», «демонстрирует рост как в написании песен, так и в производстве», и назвав аранжировки «сложными, с инструментальными слоями, которые создают богатые текстуры, не затмевая мощный голос Тедди». Лоусон также высоко оценил многогранность вокала Свимса, назвав его «наполненным эмоциями и способным плавно переходить от тонкого к мощному».
Джем Асвад, написавший для журнала Variety, заявил, что альбом «удался, хотя его кружащий голову набор жанров - различные варианты поп-музыки, R&B и кантри - немного слишком старается быть всем для всех». Он также похвалил вокал Свимса, назвав его «звездным» и «разносторонним», хотя и отметил, что его попытки использовать несколько жанров «не всегда срабатывают» из-за чрезмерного продюсирования альбома. Майкл Крэгг из The Guardian дал альбому смешанную рецензию, сказав, что альбом «не создан для того, чтобы подкрадываться к вам». Он указал на «периодические лирические недостатки» Swims, но похвалил «более воздушное, софт-роковое звучание» песен альбома.

## Список композиций
| №                   | Название                                         | Автор(ы) | Продюсеры                             | Длительность |
| ------------------- | ------------------------------------------------ | --- | ------------------------------------- | ------------ |
| 1.                  | «Not Your Man»                                   | Jaten Dimsdale Feli Ferraro John Sudduth Joshua Coleman Julian Bunetta Rocky Block                                  | Ammo Bunetta Zara                     | 3:37         |
| 2.                  | «Funeral»                                        | Dimsdale Bunetta Sudduth Jon Green Whitney Phillips                                                                 | Bunetta Green Zara                    | 3:54         |
| 3.                  | «Your Kind of Crazy»                             | Dimsdale Bunetta Sudduth Jeff Gitelman Marcus Lomax                                                                 | Bunetta Gitelman                      | 3:02         |
| 4.                  | «Bad Dreams»                                     | Dimsdale Block Bunetta Sudduth John Ryan Matt Zara Sarah Solovay                                                    | Bunetta Ryan Zara                     | 3:04         |
| 5.                  | «Are You Even Real» (при участии Giveon)         | Dimsdale Bunetta Solovay Abby Keen Giveon Dezmann Evans Lawson Peter Thomas Sean Kennedy TaeJaun Ellis              | Bunetta Thomas                        | 2:27         |
| 6.                  | «Black & White» (при участии Muni Long)          | Dimsdale Gitelman Sudduth Charlie Coffeen Priscilla Renea                                                           | Gitelman Long                         | 3:00         |
| 7.                  | «Northern Lights»                                | Dimsdale Bunetta Coleman Ferraro Andrew Haas Ian Franzino Steph Jones                                               | Bunetta Daniel Tashian Ian Fitchuk    | 3:35         |
| 8.                  | «Guilty»                                         | Dimsdale Bunetta Gitelman Lomax Ryan                                                                                | Bunetta Gitelman Ryan                 | 2:56         |
| 9.                  | «It Ain’t Easy»                                  | Ryan Эми Аллен Jonathan Hoskins                                                                                     | Bunetta Hoskins Ryan                  | 4:05         |
| 10.                 | «If You Ever Change Your Mind»                   | Dimsdale Bunetta Franzino Haas Sudduth Zara                                                                         | Bunetta Zara                          | 2:01         |
| 11.                 | «She Got It» (при участии Coco Jones и GloRilla) | Dimsdale Courtney Jones Gloria Woods Hidde Ament Jasper Harris Leven Kali Mikkel Eriksen Sara Diamond Tor Hermansen | Ament Bunetta Harris Stargate ( co. ) | 3:11         |
| 12.                 | «Hammer to the Heart»                            | Dimsdale Block Bunetta Sudduth Zara                                                                                 | Bunetta Zara                          | 3:12         |
| 13.                 | «She Loves the Rain»                             | Dimsdale Block Bunetta Gitelman Ryan                                                                                | Bunetta Gitelman Ryan                 | 2:39         |
| Общая длительность: | Общая длительность:                              | Общая длительность:                                                                                                 | Общая длительность:                   | 40:48        |

## Чарты
| Чарт (2025)                              | Высшая позиция |
| ---------------------------------------- | -------------- |
| Australian Albums (ARIA)                 | 1              |
| Австрия (Ö3 Austria)                     | 9              |
| Бельгия/Фландрия (Ultratop)              | 7              |
| Бельгия/Валлония (Ultratop)              | 5              |
| Канада (Canadian Albums Chart)           | 11             |
| Дания (Hitlisten)                        | 14             |
| Нидерланды (Album Top 100)               | 3              |
| Finnish Albums (Suomen virallinen lista) | 25             |
| Франция (SNEP)                           | 24             |
| Германия (Offizielle Top 100)            | 7              |
| Greek Albums (IFPI)                      | 91             |
| Венгрия (MAHASZ)                         | 2              |
| Ирландия (Irish Albums Chart)            | 4              |
| Italian Albums (FIMI)                    | 88             |
| Lithuanian Albums (AGATA)                | 18             |
| New Zealand Albums (RMNZ)                | 4              |
| Норвегия (VG-lista)                      | 4              |
| 24                                       |                |
| Шотландия (Scottish Albums Chart)        | 3              |
| Испания (PROMUSICAE)                     | 17             |
| Swedish Albums (Sverigetopplistan)       | 15             |
| Швейцария (Schweizer Hitparade)          | 6              |
| Великобритания (UK Albums Chart)         | 2              |
| США (Billboard 200)                      | 4              |